# آب انبار آهنگران سرایان
آب انبار آهنگران سرایان، در نزدیکی مسجد آهنگران واقع شده و دارای سنگ لوحی به این متن است: «در ایام پادشاه جمجاه، ملائک شاه سلیمان الصفوی الموسوی، بنا کرد این بقعه خیر جناب مرحمت شاه حاجی حمزه خلف مرحمت شاه میرزامحمد سرایانی سنه ۱۱۰۴». این بنا ۳۲۴ سال قبل ساخته شده است.

## معماری
آب‌انبار آهنگران در داخل محدوده بافت قدیم شهر سرایان و نزدیک مسجد آهنگران واقع شده است.
این بنا در وضعیت موجود شامل پلکان ارتباطی از سردر به پاشیر، پاشیر، مخزن و پوشش مخزن است. بنا دارای سردر ورودی بوده که به علت تعریض کوچه تخریب شده و یک ردیف پلکان جدید ب ه صورت عمود بر پلکان اصلی طراحی شده تا دسترسی به مسیر پلکان اصلی و پاشیر از این طریق ممکن باشد. از سر در اصلی بقایای مختصری از یکی از جرزهای سردر باقی مانده است.
محور اصلی بنا جهت شمال شرقی- جنوب غربی دارد و دسترسی به پاشیر که کف آن ۱۰ متر پایین تر از کف گذر مجاور است از طریق یک رشته پلکان به عرض ۱.۶۰ متر و به تعداد ۳۵ پله (۱۳ پله جدید) امکان‌پذیر است.

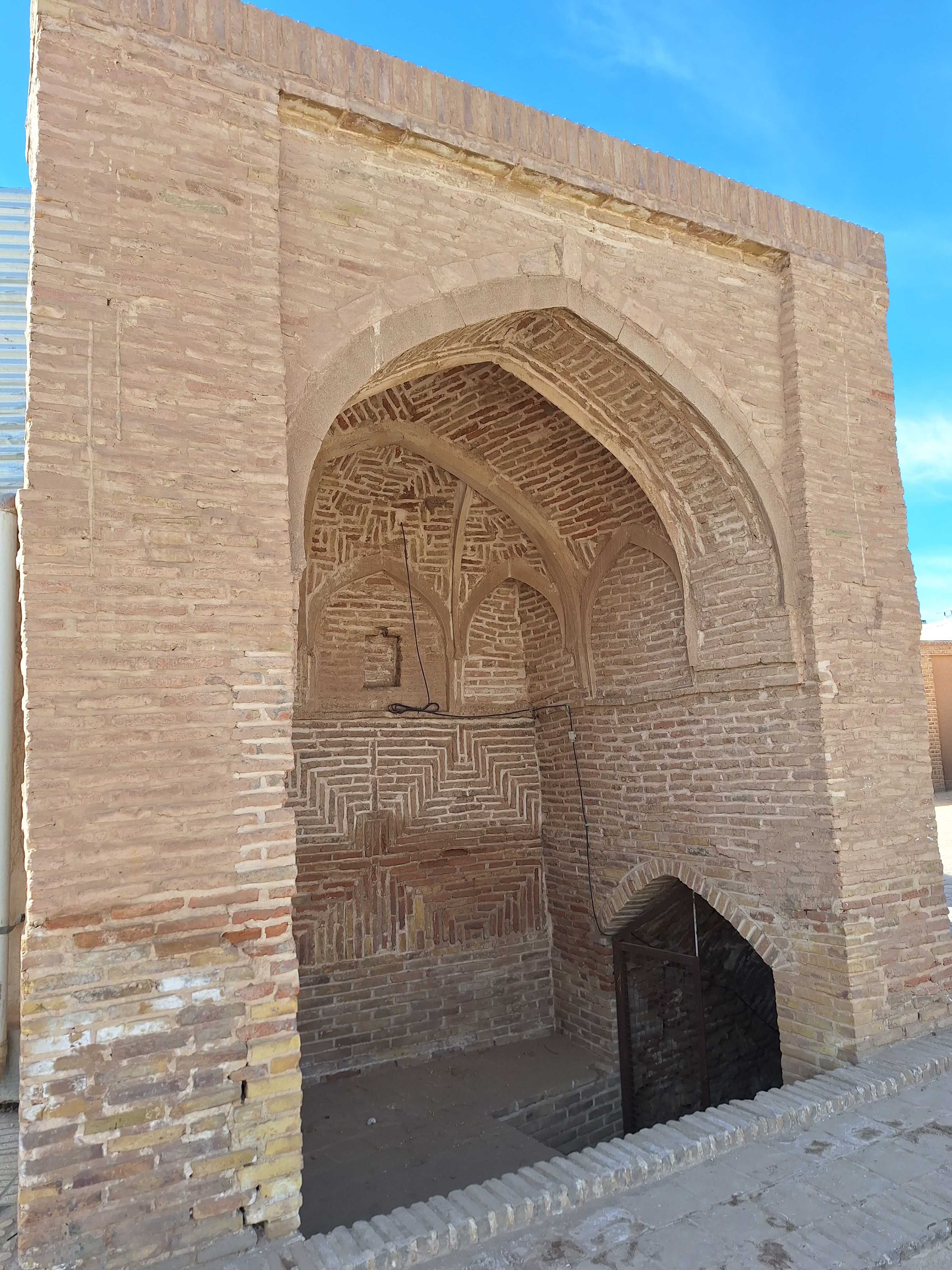
سر در ورودی آب انبار آهنگران - خیابان جانبازان

## کتیبه
آب انبار آهنگران دارای کتیبه‌ای در قسمت بالای طاق به سمت پاشیر است که جنس آن از سنگ خاکستری رنگ و روش اجرای نگارش آن به صورت حکاکی است. شکل این لوح سنگی به صورت مستطیل و در قسمت بالای آن مثلثی است و متن آن را در حاشیه‌ای جدول‌کشی و بدون تزیین، حکاکی کرده‌اند. با استناد به سنگ لوح موجود در بالای پلکان ورودی بنا، این آب انبار در زمان حکومت شاه سلیمان صفوی (۱۰۷۷ الی۱۱۰۶ ه.ق) بنا شده است. در بالای پلکان ورودی آن کتیبه ای با این متن وجود دارد: «در ایام پادشاه جمجاه، ملائک سپاه شاه سلیمان الصفوی الموسوی بنا کرد، این بقعه خیر جناب مرحمت پناه حاجی حمزه خلف مرحمت پناه میرزا… محمد سرایانی سنه ۱۱۰۴».